# Ureña (Táchira)
Ureña és una ciutat veneçolana, capital del municipi Pedro María Ureña, en l'estat Táchira. Es troba a la frontera entre Colòmbia i Veneçuela. La ciutat va ser fundada per Pedro María Ureña, sent elevada a la categoria de parròquia el 4 de desembre de 1851.
Ureña va ser erigida en els terrenys de la hisenda "Los Quemaos", propietat de don Pedro María Ureña, per iniciativa de Juan Bautista Maldonado. El 1807, en un lloc molt proper es va crear la localitat de "San Juan del Llano Táchira" obra de Felipe Maldonado, Pedro Francisco Vivas, Fermín Pisco i Felipe Olivares, en representació d'uns 150 veïns i 55 família assentades al territori comprès entre les quebradas Jaime i Don Pedro.